# E94

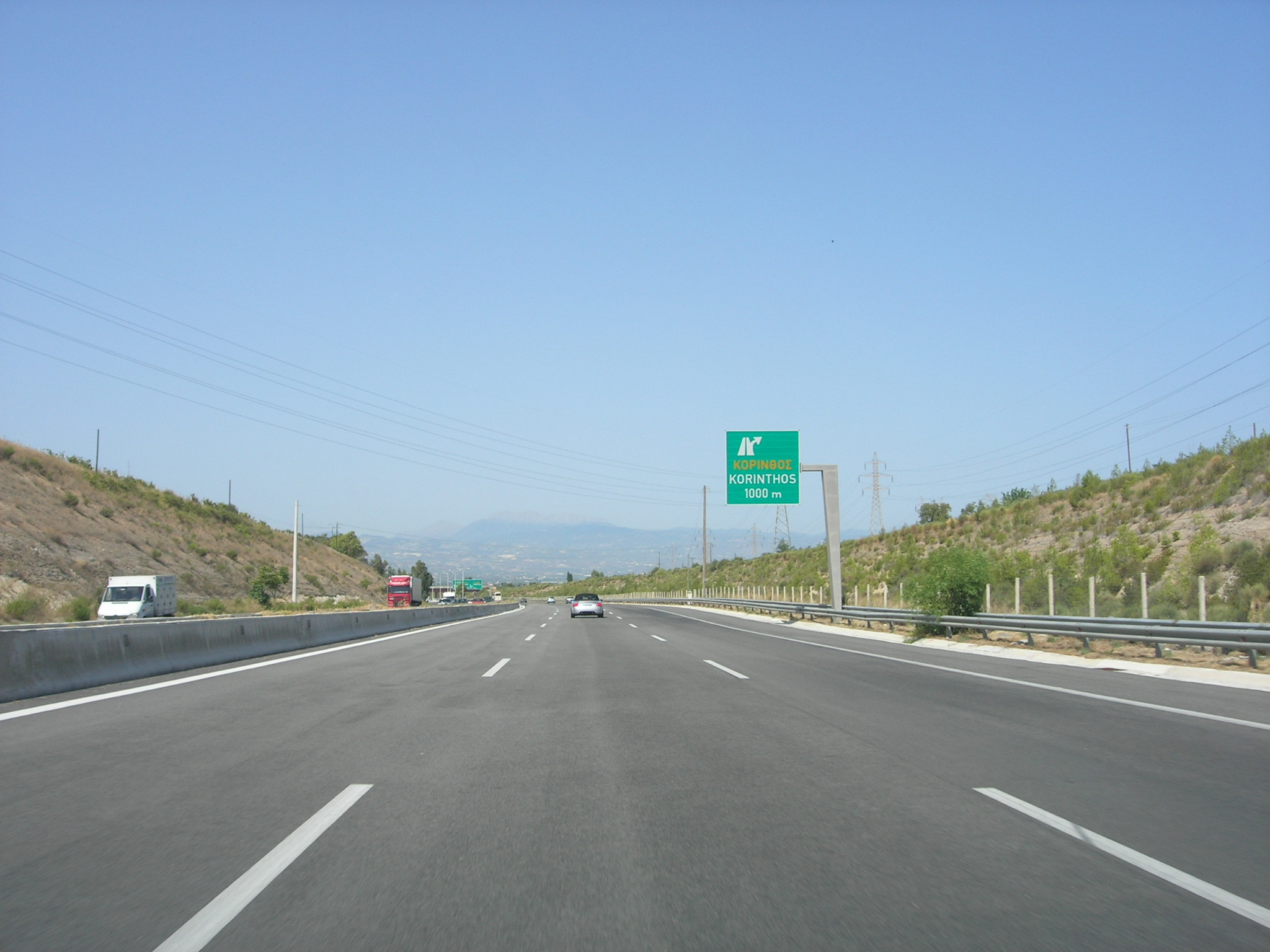
E94/A8a vid Korinth.

E94 eller Europaväg 94 är en 80 km lång europaväg som går i Grekland.

## Sträckning
Korinth - Elefsina - Aten

## Standard
E94 är motorväg (A8a).

## Anslutningar
Den ansluter till E65, E962, och E75